# Легионерская авиация
Легионерская авиация или Легионерские ВВС, (итал. Aviazione Legionaria, исп. Aviación Legionaria) — экспедиционный авиационный корпус Королевских ВВС Италии, который находился с 1936 по 1939 годы в Испании и принимал участие в гражданской войне на стороне националистов генерала Франсиско Франко. 
Вместе с немецким добровольческим авиационным легионом "Кондор", Легионерская авиация воевала против Республиканской Испании и поддерживала с воздуха сухопутный итальянский экспедиционный корпус. 
Постоянным местом дислокации Легионерской авиации являлся аэродром Сон Бонет на острове Мальорка, который был оккупирован итальянскими войсками. 
Легионерскими данные военно-воздушные силы были названы по аналогии с легионом времён Римской империи, который завоёвывал новые территории.

## История
В июле 1936 года в Испании началась гражданская война. Генерал Франсиско Франко, лидер испанских националистов, поднял военное восстание в Испанском Марокко против законного республиканского правительства. Целью Франко был захват власти в Испании. Однако, для переброски повстанческой армии, составлявшей 30 тыс. солдат и несколько артиллерийских подразделений в саму Испанию, Франко требовалась транспортная авиация. Испанская армия же и особенно восставшая армия Франко в Марокко была довольно плохо оснащена в военно-техническом отношении.
24 июля 1936 года Франко обратился к итальянскому консулу в Танжере и итальянскому военному атташе майору Луккарди с просьбой к Бенито Муссолини предоставить более двух десятков транспортных самолётов, истребители для их прикрытия, а так же транспортные корабли. Первоначально, несмотря на сочувствие к Франко, Муссолини не хотел отправлять самолёты ему на помощь, однако передумав, 27 июля Дуче приказал командующему итальянскими ВВС генералу Джузеппе Валле отправить 12 транспортных самолётов Savoia-Marchetti SM.81 с итальянскими экипажами. Прибыв в Испанию, они сформировали подразделение, первоначально получившее испанское название Aviación del Tercio (Авиация Терции).
Поскольку Италия официально не принимала участия в гражданской войне в Испании, на всех самолётах были убраны знаки итальянских ВВС, а их экипажи получили поддельные испанские документы на случай, если им придётся совершить вынужденную посадку по пути их следования. Из 12 отправленных из Сардинии самолётов берегов Испанского Марокко достигли лишь 9; остальные три потерпели крушение. 
Разместившись на аэродроме Тетуан, эти самолёты оказывали содействие по переброске франкистов на материковую Испанию. Постепенно численность итальянской авиации в Испании росла. Муссолини отправлял туда уже и бомбардировщики, и истребители.
В конце 1936 года  Aviación del Tercio было переименовано в Aviazione Legionaria и было размещено на аэродроме Сон Бонет в Пальме-де-Мальорке, оккупированной итальянскими войсками. На итальянские самолёты, как и в случае с немецким легионом «Кондор» наносились опознавательные знаки Ejército del Aire ВВС франкистов.

## Бомбардировочные операции

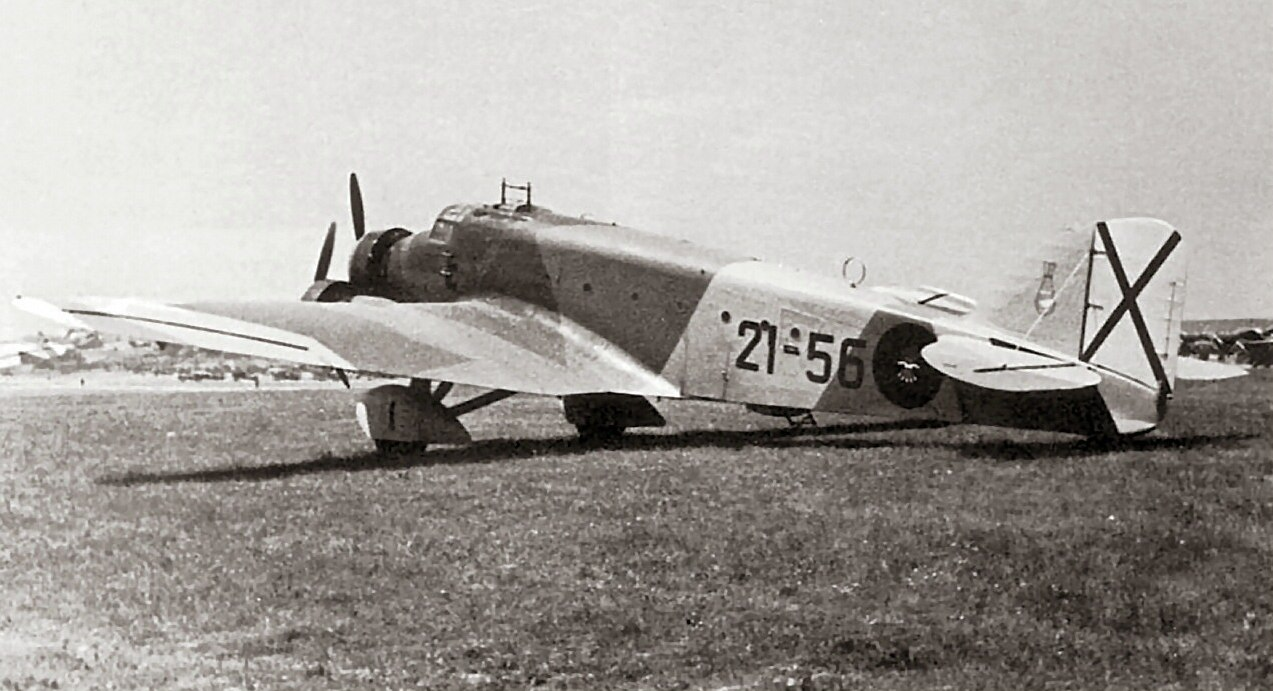
Бомбардировщик Savoia Marchetti SM.81

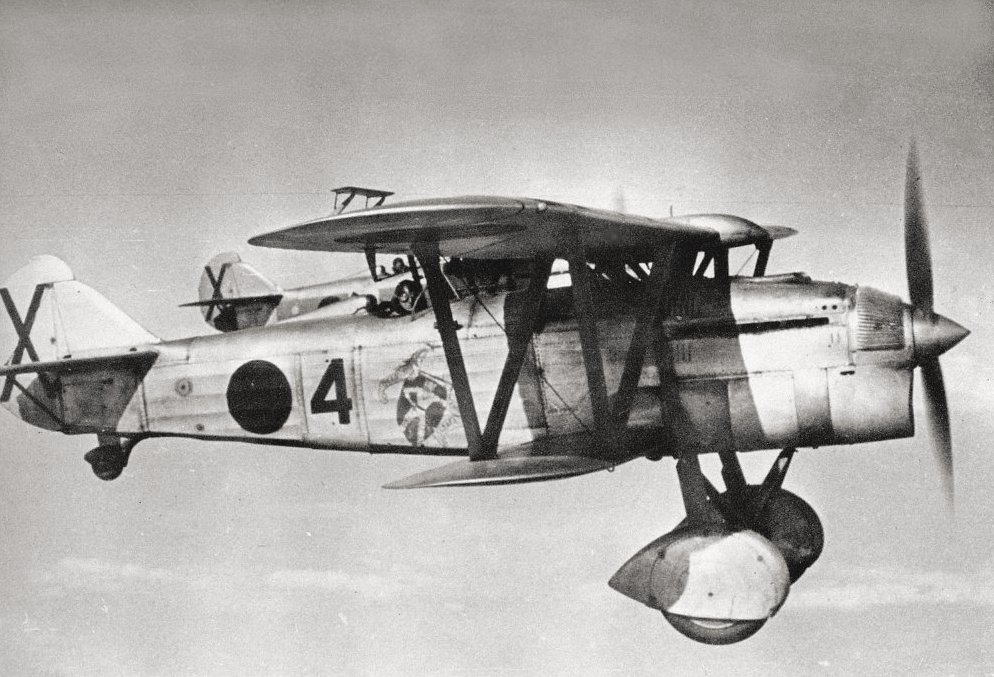
Истребитель Fiat CR.32

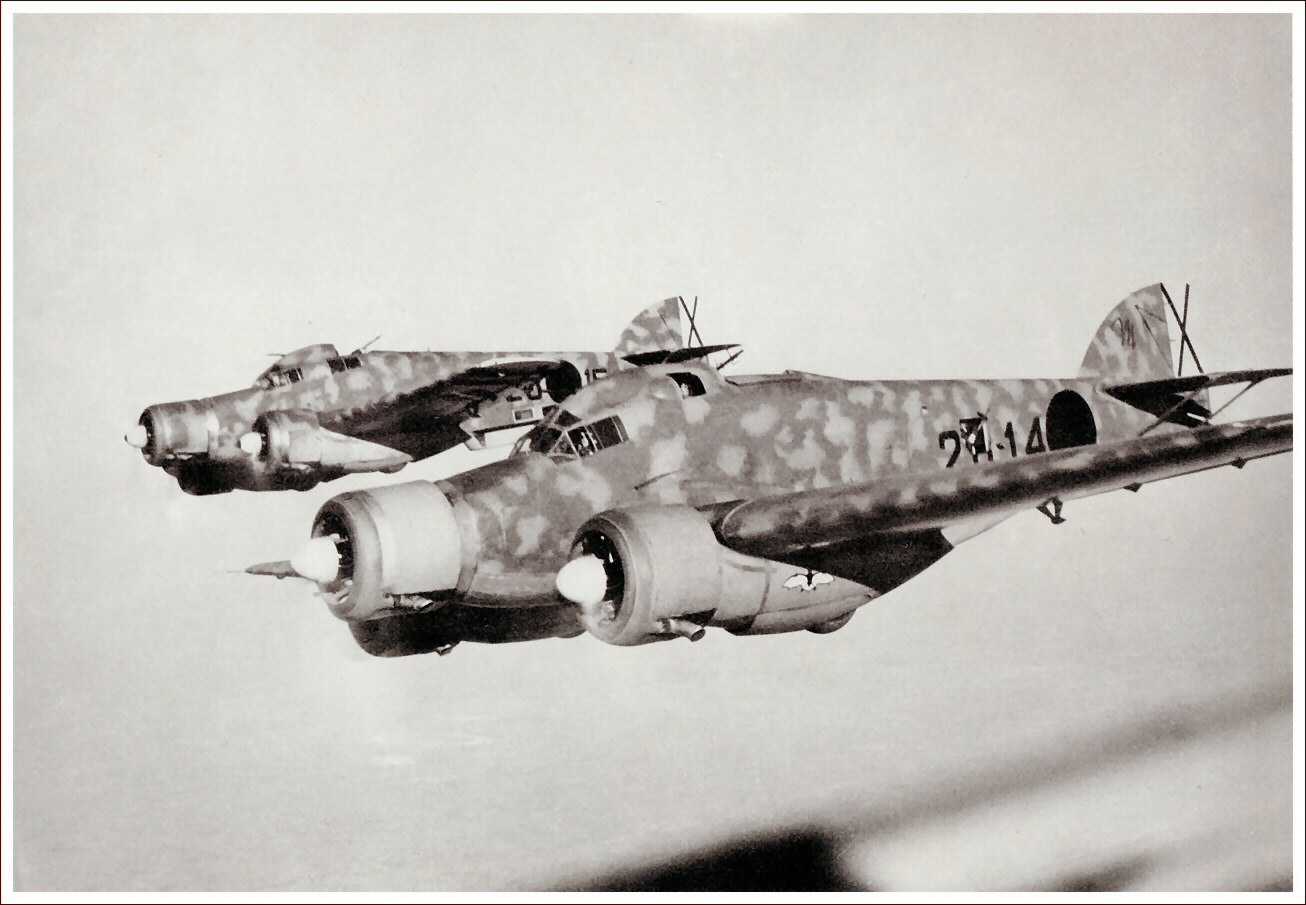
Бомбардировщики Savoia-Marchetti SM.79

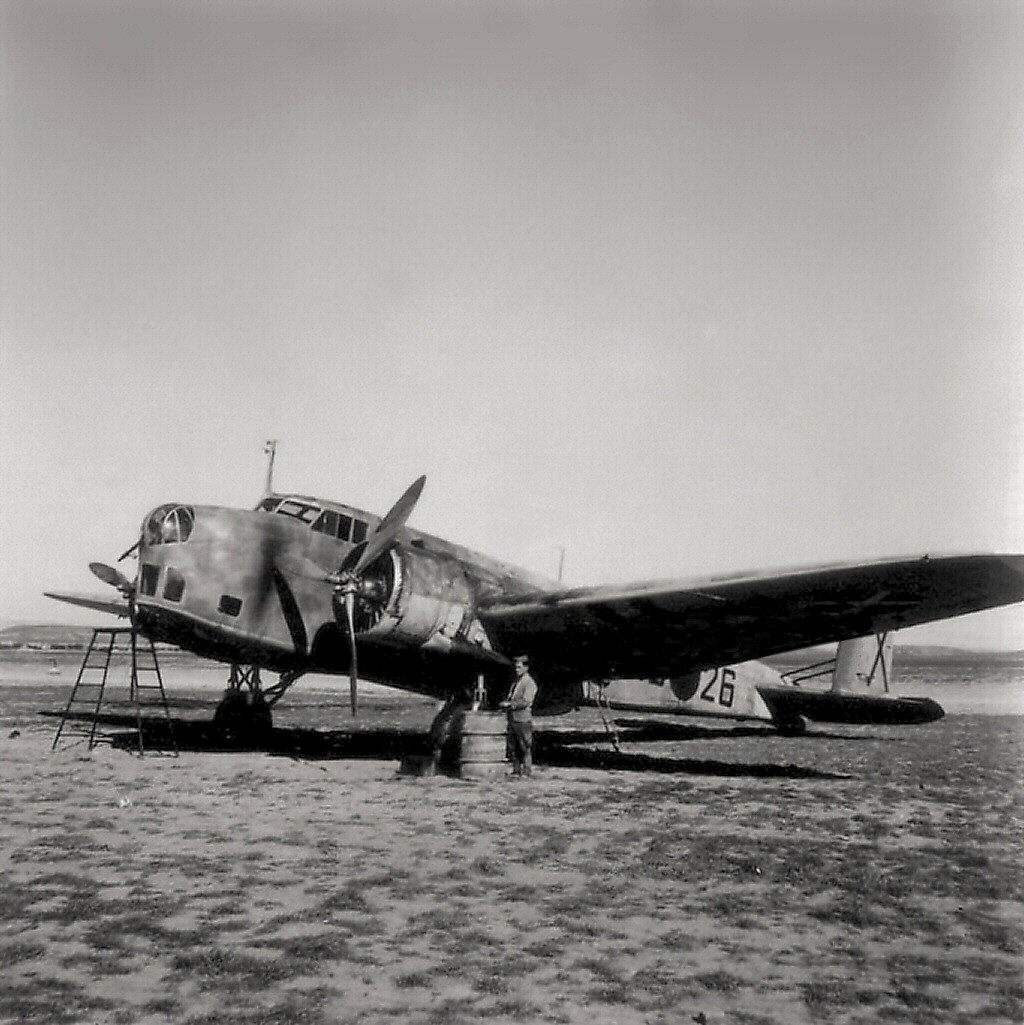
Бомбардировщик Fiat B.R.20

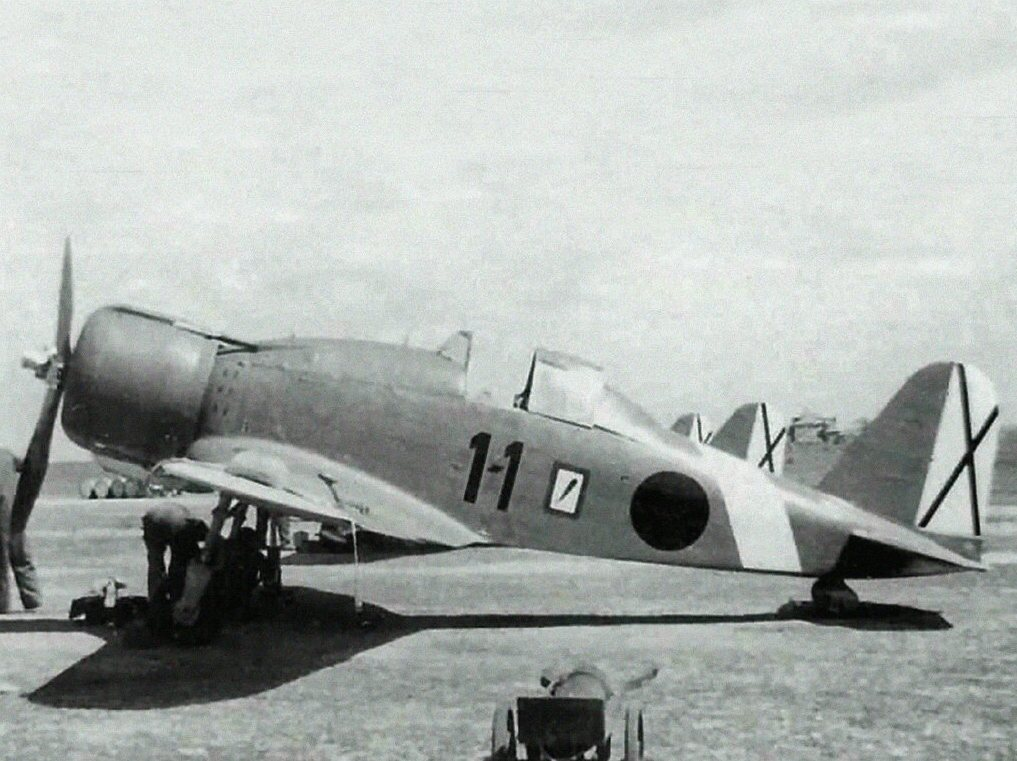
Истребитель Fiat G.50

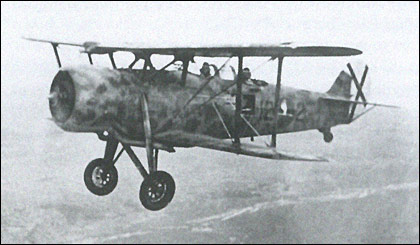
IMAM Ro.37

Помимо военных целей, Легионерская авиация осуществила большое количество стратегических бомбардировок городов в тыловой зоне Испанской республики, чтобы запугать гражданское население и заставить их сдаться. Самым значительным из них была бомбардировка Мадрида в 1936 году по приказу генерала Франко, в ходе которой жилые районы города подверглись сильной бомбардировке – за исключением района Саламанка, где проживали представители высшего класса, среди которых, как предполагалось, было много сторонников националистов. Три итальянских бомбардировщика атаковали мост Рентерия на окраине Герники до бомбардировки самой Герники легионом «Кондор» 26 апреля 1937 года, после чего последовала атака на Альмерию.
Вскоре итальянцы начали совершать бомбардировочные вылеты на испанские города, которые контролировались республиканцами, причём бомбардировкам подвергались жилые кварталы городов. Целью было посеять страх и панику среди населения, поддерживающего республиканское правительство. Бомбардировкам Aviazione Legionaria подверглись Барселона, Аликанте, Гранольерс и Валенсия, а также железнодорожные станции  Сан-Висенс-де-Кальдерс в 1938 году и Хатива в 1939 году. Всего за три года было произведено 728 налётов и сброшено 16 558 авиационных бомб.
В общей сложности летчики Aviazione Legionaria налетали 135 265 часов в ходе 5318 боевых операций и сбросили 11 524 тонн бомб, уничтожив 943 самолета республиканцев и 224 их корабля. Итальянцами в Испании было потеряно не менее 74 истребителей, 8 бомбардировщиков, 2 штурмовиков, 2 самолётов-разведчиков. Итальянские пилоты получили большой боевой опыт, однако итальянские авиаторы не вынесли урок из того, что истребители-бипланы, которые они использовали, уже начали устаревать. В частности, немцы в своем легионе «Кондор» использовали новейшие истребители-монопланы Messerschmitt Bf.109 с рядным двигателем, имевшие для конца 1930-х блестящие технические характеристики. Однако итальянцы даже в будущей Второй мировой войне продолжали использовать истребители-бипланы.
В небе Испании итальянцам противостояли, в том числе и советские летчики, сражавшиеся за республиканское правительство. В частности, в воздушный бой с "легионерсками" самолётами вступали советские летчики-асы Владимир Бобров и Сергей Грицевец, которые сбили несколько десятков самолётов противника.

## Состав
Муссолини отправлял в Испанию новейшие на то время типы итальянских самолётов. Первоначально это были транспортные Savoia-Marchetti SM.81, которые легко можно было переоборудовать в бомбардировщики. 
Для их сопровождения и защиты в воздухе применялись истребители Fiat CR.32. 
В Испании были опробованы новейшие итальянские штурмовики Breda Ba.65. 
Как только в Италии появлялись новые типы военных самолётов, они тут же отправлялись в Испанию, где прямо в боевых условиях проходили практические испытания. К 1939 году Легион имел в своём распоряжении бомбардировщики Fiat BR.20 и Savoia-Marchetti SM.79, истребители-бипланы Fiat CR.32 и истребители-монопланы Fiat G.50, разведчики IMAM Ro.37 и Caproni Ca.310s, всего более 720 самолётов. 
В рамках военно-технической помощи франкистам на мощностях испанской компании Hispano-Suiza началась сборка итальянских истребителей Fiat CR.32, получивших у испанцев обозначение Hispano Ha 132L Chirri; всего в Испании было собрано около 100 таких машин.

### Типы самолётов и их количество
| Истребители             |     |
| Fiat G.50               | 12  |
| Fiat CR.32              | 405 |
| IMAM Ro.41              | 25  |
| Бомбардировщики         |     |
| Savoia-Marchetti S.M.81 | 65  |
| Savoia-Marchetti S.M.79 | 99  |
| Fiat B.R.20             | 16  |
| Breda Ba.65             | 23  |
| Учебные и разведчики    |     |
| IMAM Ro.37bis           | 36  |
| Caproni Ca.310          | 16  |
| Caproni A.P.1           | 10  |
| Breda Ba.28             | 6   |
| Гидросамолёты           |     |
| CANT Z.501              | 9   |
| CANT Z.506              | 4   |
| Всего                   | 724 |

## После окончания войны
Гражданская война в Испании закончилась в марте 1939 года победой франкистов. Легионерская авиация итальянцев в Испании, выполнившая свою миссию, была расформирована, итальянские летчики вернулись домой. С Мальорки, где ранее размещалась база авиации легионеров, были выведены итальянские войска, а около 200 оставшихся итальянских самолётов были переданы вновь созданным испанским ВВС, где использовались до 1950-х годов.

## Список лётчиков-асов

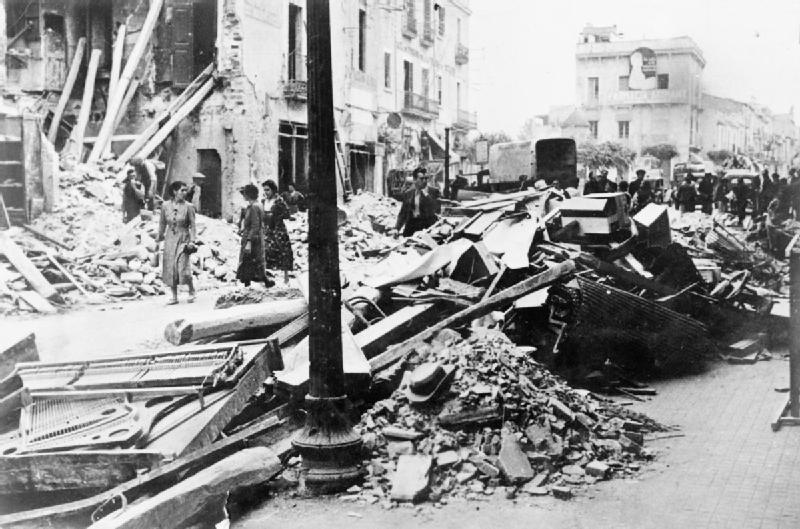
Последствия налёта на город Гранольерс. 1938 год.

| Имя летчика                                | Уничтожено самолётов |
| ------------------------------------------ | -------------------- |
| Марио Бондзано (Mario Bonzano)             | 15                   |
| Адриано Мантелли (Adriano Mantelli)        | 12                   |
| Коррадо Риччи (Corrado Ricci)              | 10                   |
| Гуидо Нобили (Guido Nobili)                | 10                   |
| Карло Романьоли (Carlo Romagnoli)          | 9                    |
| Джузеппе Ченни (Giuseppe Cenni)            | 6                    |
| Гранцо Луччини (Granco Lucchini)           | 5                    |
| Энрико дель Инченти (Enrico degli Incenti) | 5                    |